# Lernergebnis
Das Lernergebnis (englisch: learning outcome) bezeichnet eine spezifische, messbare Kompetenz oder Fähigkeit, die eine Lernende oder ein Lernender nach Abschluss eines Bildungsprozesses erreicht haben soll. Lernergebnisse werden häufig in Bildungsplänen, Lehrplänen und akademischen Qualifikationsrahmen definiert, um den Lernerfolg objektiv bewerten zu können.

## Definition und Merkmale
Lernergebnisse sind konkrete Beschreibungen dessen, was eine Person nach Abschluss eines Lernprozesses nachweisen oder anwenden kann. Sie sind in der Regel:
- Messbar – sie lassen sich durch Prüfungen, praktische Übungen oder andere summative Assessments überprüfen.
- Kompetenzorientiert – sie beziehen sich nicht nur auf Wissen, sondern auch auf Fähigkeiten und Fertigkeiten.
- Praxisrelevant – sie können direkt auf berufliche oder akademische Anforderungen angewendet werden.

## Unterschied zwischen Lernergebnissen und Lernzielen
Obwohl die Begriffe „Lernergebnis“ und „Lernziel“ oft synonym verwendet werden, gibt es wesentliche Unterschiede:
Lernziele beschreiben eine Absicht, die während des Lernprozesses erreicht werden soll. Sie sind oft allgemeiner formuliert und können vage sein, da sie sich eher auf den Lehrprozess als auf das tatsächliche Ergebnis konzentrieren. Im Gegensatz dazu sind Lernergebnisse konkret und überprüfbar. Sie beschreiben, was eine lernende Person tatsächlich erreicht hat, und müssen beobachtbar sein. Der Fokus liegt hierbei auf den erworbenen Kompetenzen der Lernenden. Zusammenfassend lässt sich sagen, dass Lernziele sich auf den beabsichtigten Lernprozess beziehen, während Lernergebnisse den tatsächlichen Kompetenzzuwachs beschreiben.

## Bedeutung in der Bildungsplanung
Lernergebnisse spielen eine zentrale Rolle in der modernen Bildungsplanung und Didaktik. Sie sind insbesondere in folgenden Bereichen relevant:
- Hochschulbildung – Hochschulen formulieren Lernergebnisse für Module und Studiengänge, um Transparenz über erwartete Kompetenzen zu gewährleisten.
- Berufsausbildung – in Ausbildungsordnungen werden konkrete Lernergebnisse definiert, um die Qualifikation der Absolventinnen und Absolventen sicherzustellen.
- Lebenslanges Lernen – Lernergebnisse sind auch in Weiterbildungsmaßnahmen wichtig, um Fortschritte nachvollziehbar zu machen.

## Fazit
Lernergebnisse sind ein zentrales Konzept in der Bildungswissenschaft, da sie den Lernerfolg definieren und bewertbar machen. Sie unterscheiden sich von Lernzielen durch ihre klare Messbarkeit und Kompetenzorientierung. Durch ihre präzise Formulierung tragen sie zur Qualitätssicherung in Bildungssystemen bei.